# Incredible (Ilse DeLange)
Incredible is het achtste album van Ilse DeLange. Het album behaalde vijf keer platina en stond in november 2008 op nummer 1 in de Nederlandse Album top 100.
Het album is opgenomen in Los Angeles, waar ook de videoclip van So Incredible is opgenomen. 

## Tracklist
1. Broken Girl (3:35)
2. Something Amazing (3:05)
3. Stay With Me (3:36)
4. Miracle (4:30)
5. So incredible (2:58)
6. We're Alright (3:55)
7. Adrift (3:45)
8. Puzzle Me (3:46)
9. Love Won't Hide (3:13)
10. Nothing Left To Break (3:35)
11. The Other Side (3:27)
12. Fall (3:33)
13. Watch Me Go (Bonustrack)
14. So Incredible (Acoustic)

## Credits
Photography: Paul Bellaart

Styling: Anouk van Griensven

Make-up: Benjamin Puckey

Hair: Richard Collins & Philip Carreon

Artwork Design: Rens Dekker

## Hitnotering

### NederlandseAlbum Top 100
| Hitnotering: (Week 1 t/m 73) 25-10-2008 t/m 13-03-2010 Hitnotering: (Week 74) 03-04-2010 Hitnotering: (Week 75 t/m 77) 08-05-2010 t/m 22-05-2010 Hitnotering: (Week 78 t/m 80) 05-06-2010 t/m 19-06-2010 Hitnotering: (Week 81 t/m 90) 31-07-2010 t/m 02-10-2010 Hitnotering: (Week 91 t/m 92) 01-12-2012 t/m 08-12-2012 Hitnotering: (Week 93 t/m ) 22-12-2012 t/m 29-12-2012 | Hitnotering: (Week 1 t/m 73) 25-10-2008 t/m 13-03-2010 Hitnotering: (Week 74) 03-04-2010 Hitnotering: (Week 75 t/m 77) 08-05-2010 t/m 22-05-2010 Hitnotering: (Week 78 t/m 80) 05-06-2010 t/m 19-06-2010 Hitnotering: (Week 81 t/m 90) 31-07-2010 t/m 02-10-2010 Hitnotering: (Week 91 t/m 92) 01-12-2012 t/m 08-12-2012 Hitnotering: (Week 93 t/m ) 22-12-2012 t/m 29-12-2012 | Hitnotering: (Week 1 t/m 73) 25-10-2008 t/m 13-03-2010 Hitnotering: (Week 74) 03-04-2010 Hitnotering: (Week 75 t/m 77) 08-05-2010 t/m 22-05-2010 Hitnotering: (Week 78 t/m 80) 05-06-2010 t/m 19-06-2010 Hitnotering: (Week 81 t/m 90) 31-07-2010 t/m 02-10-2010 Hitnotering: (Week 91 t/m 92) 01-12-2012 t/m 08-12-2012 Hitnotering: (Week 93 t/m ) 22-12-2012 t/m 29-12-2012 | Hitnotering: (Week 1 t/m 73) 25-10-2008 t/m 13-03-2010 Hitnotering: (Week 74) 03-04-2010 Hitnotering: (Week 75 t/m 77) 08-05-2010 t/m 22-05-2010 Hitnotering: (Week 78 t/m 80) 05-06-2010 t/m 19-06-2010 Hitnotering: (Week 81 t/m 90) 31-07-2010 t/m 02-10-2010 Hitnotering: (Week 91 t/m 92) 01-12-2012 t/m 08-12-2012 Hitnotering: (Week 93 t/m ) 22-12-2012 t/m 29-12-2012 | Hitnotering: (Week 1 t/m 73) 25-10-2008 t/m 13-03-2010 Hitnotering: (Week 74) 03-04-2010 Hitnotering: (Week 75 t/m 77) 08-05-2010 t/m 22-05-2010 Hitnotering: (Week 78 t/m 80) 05-06-2010 t/m 19-06-2010 Hitnotering: (Week 81 t/m 90) 31-07-2010 t/m 02-10-2010 Hitnotering: (Week 91 t/m 92) 01-12-2012 t/m 08-12-2012 Hitnotering: (Week 93 t/m ) 22-12-2012 t/m 29-12-2012 | Hitnotering: (Week 1 t/m 73) 25-10-2008 t/m 13-03-2010 Hitnotering: (Week 74) 03-04-2010 Hitnotering: (Week 75 t/m 77) 08-05-2010 t/m 22-05-2010 Hitnotering: (Week 78 t/m 80) 05-06-2010 t/m 19-06-2010 Hitnotering: (Week 81 t/m 90) 31-07-2010 t/m 02-10-2010 Hitnotering: (Week 91 t/m 92) 01-12-2012 t/m 08-12-2012 Hitnotering: (Week 93 t/m ) 22-12-2012 t/m 29-12-2012 | Hitnotering: (Week 1 t/m 73) 25-10-2008 t/m 13-03-2010 Hitnotering: (Week 74) 03-04-2010 Hitnotering: (Week 75 t/m 77) 08-05-2010 t/m 22-05-2010 Hitnotering: (Week 78 t/m 80) 05-06-2010 t/m 19-06-2010 Hitnotering: (Week 81 t/m 90) 31-07-2010 t/m 02-10-2010 Hitnotering: (Week 91 t/m 92) 01-12-2012 t/m 08-12-2012 Hitnotering: (Week 93 t/m ) 22-12-2012 t/m 29-12-2012 | Hitnotering: (Week 1 t/m 73) 25-10-2008 t/m 13-03-2010 Hitnotering: (Week 74) 03-04-2010 Hitnotering: (Week 75 t/m 77) 08-05-2010 t/m 22-05-2010 Hitnotering: (Week 78 t/m 80) 05-06-2010 t/m 19-06-2010 Hitnotering: (Week 81 t/m 90) 31-07-2010 t/m 02-10-2010 Hitnotering: (Week 91 t/m 92) 01-12-2012 t/m 08-12-2012 Hitnotering: (Week 93 t/m ) 22-12-2012 t/m 29-12-2012 | Hitnotering: (Week 1 t/m 73) 25-10-2008 t/m 13-03-2010 Hitnotering: (Week 74) 03-04-2010 Hitnotering: (Week 75 t/m 77) 08-05-2010 t/m 22-05-2010 Hitnotering: (Week 78 t/m 80) 05-06-2010 t/m 19-06-2010 Hitnotering: (Week 81 t/m 90) 31-07-2010 t/m 02-10-2010 Hitnotering: (Week 91 t/m 92) 01-12-2012 t/m 08-12-2012 Hitnotering: (Week 93 t/m ) 22-12-2012 t/m 29-12-2012 | Hitnotering: (Week 1 t/m 73) 25-10-2008 t/m 13-03-2010 Hitnotering: (Week 74) 03-04-2010 Hitnotering: (Week 75 t/m 77) 08-05-2010 t/m 22-05-2010 Hitnotering: (Week 78 t/m 80) 05-06-2010 t/m 19-06-2010 Hitnotering: (Week 81 t/m 90) 31-07-2010 t/m 02-10-2010 Hitnotering: (Week 91 t/m 92) 01-12-2012 t/m 08-12-2012 Hitnotering: (Week 93 t/m ) 22-12-2012 t/m 29-12-2012 | Hitnotering: (Week 1 t/m 73) 25-10-2008 t/m 13-03-2010 Hitnotering: (Week 74) 03-04-2010 Hitnotering: (Week 75 t/m 77) 08-05-2010 t/m 22-05-2010 Hitnotering: (Week 78 t/m 80) 05-06-2010 t/m 19-06-2010 Hitnotering: (Week 81 t/m 90) 31-07-2010 t/m 02-10-2010 Hitnotering: (Week 91 t/m 92) 01-12-2012 t/m 08-12-2012 Hitnotering: (Week 93 t/m ) 22-12-2012 t/m 29-12-2012 | Hitnotering: (Week 1 t/m 73) 25-10-2008 t/m 13-03-2010 Hitnotering: (Week 74) 03-04-2010 Hitnotering: (Week 75 t/m 77) 08-05-2010 t/m 22-05-2010 Hitnotering: (Week 78 t/m 80) 05-06-2010 t/m 19-06-2010 Hitnotering: (Week 81 t/m 90) 31-07-2010 t/m 02-10-2010 Hitnotering: (Week 91 t/m 92) 01-12-2012 t/m 08-12-2012 Hitnotering: (Week 93 t/m ) 22-12-2012 t/m 29-12-2012 | Hitnotering: (Week 1 t/m 73) 25-10-2008 t/m 13-03-2010 Hitnotering: (Week 74) 03-04-2010 Hitnotering: (Week 75 t/m 77) 08-05-2010 t/m 22-05-2010 Hitnotering: (Week 78 t/m 80) 05-06-2010 t/m 19-06-2010 Hitnotering: (Week 81 t/m 90) 31-07-2010 t/m 02-10-2010 Hitnotering: (Week 91 t/m 92) 01-12-2012 t/m 08-12-2012 Hitnotering: (Week 93 t/m ) 22-12-2012 t/m 29-12-2012 | Hitnotering: (Week 1 t/m 73) 25-10-2008 t/m 13-03-2010 Hitnotering: (Week 74) 03-04-2010 Hitnotering: (Week 75 t/m 77) 08-05-2010 t/m 22-05-2010 Hitnotering: (Week 78 t/m 80) 05-06-2010 t/m 19-06-2010 Hitnotering: (Week 81 t/m 90) 31-07-2010 t/m 02-10-2010 Hitnotering: (Week 91 t/m 92) 01-12-2012 t/m 08-12-2012 Hitnotering: (Week 93 t/m ) 22-12-2012 t/m 29-12-2012 | Hitnotering: (Week 1 t/m 73) 25-10-2008 t/m 13-03-2010 Hitnotering: (Week 74) 03-04-2010 Hitnotering: (Week 75 t/m 77) 08-05-2010 t/m 22-05-2010 Hitnotering: (Week 78 t/m 80) 05-06-2010 t/m 19-06-2010 Hitnotering: (Week 81 t/m 90) 31-07-2010 t/m 02-10-2010 Hitnotering: (Week 91 t/m 92) 01-12-2012 t/m 08-12-2012 Hitnotering: (Week 93 t/m ) 22-12-2012 t/m 29-12-2012 | Hitnotering: (Week 1 t/m 73) 25-10-2008 t/m 13-03-2010 Hitnotering: (Week 74) 03-04-2010 Hitnotering: (Week 75 t/m 77) 08-05-2010 t/m 22-05-2010 Hitnotering: (Week 78 t/m 80) 05-06-2010 t/m 19-06-2010 Hitnotering: (Week 81 t/m 90) 31-07-2010 t/m 02-10-2010 Hitnotering: (Week 91 t/m 92) 01-12-2012 t/m 08-12-2012 Hitnotering: (Week 93 t/m ) 22-12-2012 t/m 29-12-2012 | Hitnotering: (Week 1 t/m 73) 25-10-2008 t/m 13-03-2010 Hitnotering: (Week 74) 03-04-2010 Hitnotering: (Week 75 t/m 77) 08-05-2010 t/m 22-05-2010 Hitnotering: (Week 78 t/m 80) 05-06-2010 t/m 19-06-2010 Hitnotering: (Week 81 t/m 90) 31-07-2010 t/m 02-10-2010 Hitnotering: (Week 91 t/m 92) 01-12-2012 t/m 08-12-2012 Hitnotering: (Week 93 t/m ) 22-12-2012 t/m 29-12-2012 | Hitnotering: (Week 1 t/m 73) 25-10-2008 t/m 13-03-2010 Hitnotering: (Week 74) 03-04-2010 Hitnotering: (Week 75 t/m 77) 08-05-2010 t/m 22-05-2010 Hitnotering: (Week 78 t/m 80) 05-06-2010 t/m 19-06-2010 Hitnotering: (Week 81 t/m 90) 31-07-2010 t/m 02-10-2010 Hitnotering: (Week 91 t/m 92) 01-12-2012 t/m 08-12-2012 Hitnotering: (Week 93 t/m ) 22-12-2012 t/m 29-12-2012 | Hitnotering: (Week 1 t/m 73) 25-10-2008 t/m 13-03-2010 Hitnotering: (Week 74) 03-04-2010 Hitnotering: (Week 75 t/m 77) 08-05-2010 t/m 22-05-2010 Hitnotering: (Week 78 t/m 80) 05-06-2010 t/m 19-06-2010 Hitnotering: (Week 81 t/m 90) 31-07-2010 t/m 02-10-2010 Hitnotering: (Week 91 t/m 92) 01-12-2012 t/m 08-12-2012 Hitnotering: (Week 93 t/m ) 22-12-2012 t/m 29-12-2012 | Hitnotering: (Week 1 t/m 73) 25-10-2008 t/m 13-03-2010 Hitnotering: (Week 74) 03-04-2010 Hitnotering: (Week 75 t/m 77) 08-05-2010 t/m 22-05-2010 Hitnotering: (Week 78 t/m 80) 05-06-2010 t/m 19-06-2010 Hitnotering: (Week 81 t/m 90) 31-07-2010 t/m 02-10-2010 Hitnotering: (Week 91 t/m 92) 01-12-2012 t/m 08-12-2012 Hitnotering: (Week 93 t/m ) 22-12-2012 t/m 29-12-2012 |
| Week | 1 | 2 | 3 | 4 | 5 | 6 | 7 | 8 | 9 | 10 | 11 | 12 | 13 | 14 | 15 | 16 | 17 | 18 | 19 |
| --- | --- | --- | --- | --- | --- | --- | --- | --- | --- | --- | --- | --- | --- | --- | --- | --- | --- | --- | --- |
| Nummer | 2 | 2 | 1 | 6 | 5 | 7 | 4 | 3 | 7 | 7 | 7 | 3 | 5 | 3 | 6 | 5 | 7 | 5 | 6 |
| Week | 20 | 21 | 22 | 23 | 24 | 25 | 26 | 27 | 28 | 29 | 30 | 31 | 32 | 33 | 34 | 35 | 36 | 37 | 38 |
| Nummer | 7 | 8 | 8 | 7 | 4 | 4 | 5 | 4 | 4 | 3 | 3 | 6 | 8 | 6 | 7 | 4 | 5 | 7 | 7 |
| Week | 39 | 40 | 41 | 42 | 43 | 44 | 45 | 46 | 47 | 48 | 49 | 50 | 51 | 52 | 53 | 54 | 55 | 56 | 57 |
| Nummer | 8 | 11 | 16 | 22 | 23 | 27 | 25 | 22 | 27 | 38 | 40 | 13 | 29 | 38 | 48 | 48 | 62 | 56 | 58 |
| Week | 58 | 59 | 60 | 61 | 62 | 63 | 64 | 65 | 66 | 67 | 68 | 69 | 70 | 71 | 72 | 73 | | 74 | |
| Nummer | 35 | 31 | 40 | 49 | 45 | 48 | 39 | 57 | 50 | 53 | 57 | 64 | 60 | 75 | 61 | 92 | uit | 98 | uit |
| Week | 75 | 76 | 77 | | 78 | 79 | 80 | | 81 | 82 | 83 | 84 | 85 | 86 | 87 | 88 | 89 | 90 | |
| Nummer | 78 | 73 | 89 | uit | 99 | 86 | 87 | uit | 84 | 73 | 73 | 63 | 73 | 40 | 50 | 59 | 77 | 82 | uit |
| Week | 91 | 92 | | 93 | 94 | | 95 | 96 | 97 | 98 | 99 | 100 | 101 | 102 | 103 | 104 | 105 | 106 | 107 |
| Nummer | 95 | 75 | uit | 98 | 85 | | | | | | | | | | | | | | |